# Caroli kyrka, Borås
Caroli kyrka (uttalas Cároli), tidigare Torpa kyrka, ligger i centrala Borås. Den är huvudkyrka för Borås Caroli församling i Skara stift.

## Historia
Carolikyrkan, som den kallas i folkmun, är stadens äldsta bevarade byggnad. På samma plats stod under medeltiden en stenkyrka som var mittpunkten för Torpa socken. Den nya stadskyrkan byggdes i en tidstypiskt svensk och stramt hållen karolinerstil, vilken skiljer sig markant från samtida såväl världsliga herresätens som katolska kyrkobyggens barock. Kyrkan hette Torpa kyrka fram till 1905, då den fick sitt nuvarande namn till minne av Karl XI. Byggnaden stod färdig 1669, 48 år efter det att Borås officiellt hade blivit en stad. Tornet byggdes till 1681 och kyrkan har återuppbyggts och reparerats efter bränder 1681, 1727 och 1822. Tornets nuvarande utseende är från mitten av 1800-talet. Byggnaden skyddas enligt 4 kap. kulturmiljölagen som kyrkligt kulturminne.

## Kyrkobyggnaden
Kyrkorummet är långsträckt och treskeppigt. Pelare, kor och västtorn är lika den senmedeltida kyrkotypen. Caroli kyrka företer likheter med Göteborgs domkyrka. 
En stor renovering genomfördes 1914–1915 efter ritningar av Karl Berlin. Då tillbyggdes det nuvarande vapenhuset och takdekorationen utfördes efter förslag av dekoratören Filip Månsson. En ännu större ombyggnad skedde 1938–1940 under ledning av Sigfrid Ericson, då sakristian tillkom och man utförde förstärkningar av bjälklag och grund. Sidoläktarna avlägsnades medan orgelläktaren utvidgades. Man reparerade också och förstärkte tornhuven.

## Inventarier
- Nuvarande dopfunt och predikstol är ritade av Sigfrid Ericson och utförda av Johan Björk 1919 respektive 1916.
- Altaruppsatsen är från 1840 och tillverkad Johannes Andersson i Mjöbäck. Sidotavlorna med omramning har utförts av Birger Lignell.
- Altarkrucifix och silverstakar donerades till kyrkan 1975.

## Orgel
- 1694 byggde Magnus Åhrman en orgel. Orgeln förnyades 1719 av Johan Niclas Cahman, Stockholm med 26 stämmor. Orgeln förstördes i branden 1727.
- 1736 byggde Johan Niclas Cahman, Stockholm en orgel med 28 stämmor. Den kostade 5000 daler silvermynt. Orgeln har reparerats av Carl Wåhlström.[3]

| Huvudverk I    | Öververk II     | Pedal             |
| Kvintadena 16' | Kvintadena 8'   | Untersats 16'     |
| Principal 8'   | Spetsflöjt 8'   | Principal 8'      |
| Spetsflöjt 8'  | Kvinta 6'       | Gedackt 8'        |
| Kvinta 6'      | Principal 4'    | Kvinta 6'         |
| Oktava 4'      | Flöjt 4'        | Oktava 4'         |
| Rörflöjt 4'    | Oktava 2'       | Rauskvintmixtur V |
| Rauskvint II   | Sesquialtera II | Basun 16'         |
| Decima IV      | Scharf III      | Trumpet 8'        |
| Mixtur IV      | Vox Humana 8'   | Trumpet 4'        |
| Trumpet 8'     |                 |                   |

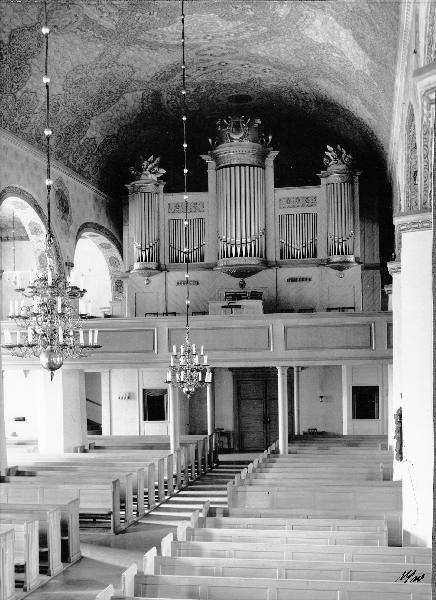
Läktarorgeln år 1960

- Orgeln på västra läktaren byggdes 1970 av Hammarbergs Orgelbyggeri AB. Den har 43 stämmor, varav omkring tretton härstammar från tidigare orglar, fördelade på tre manualer och pedal. Den innehåller mycket äldre pipmaterial och den ljudande fasaden byggd 1824 av Pehr Zacharias Strand är orörd. Dagens orgel föregicks förutom den från 1824 även av ett instrument tillverkat 1919 av Åkerman & Lund Orgelbyggeri.[4]

| Huvudverk (I) (C-g3)   | Öververk (II) (C-g3) | Svällverk (III) (C-g3) | Pedal (C-f1)            | Koppel |
| ---------------------- | -------------------- | ---------------------- | ----------------------- | ------ |
| Gedakt 16' (1824/1919) | Trägedakt 8'         | Principal 8'           | Principal 16' (1919)    | I/P    |
| Principal 8' (1824)    | Kvintadena 8'        | Rörflöjt 8' (1824)     | Subbas 16' (1919)       | II/P   |
| Gedakt 8' (1824)       | Koppelflöjt 4'       | Fugara 8' (1919)       | Kvinta 10 2/3' (1919)   | III/P  |
| Oktava 4' (1824)       | Principal 2'         | Voix celeste 8'        | Principal 8' (1824)     | II/I   |
| Täckflöjt 4' (1824)    | Nasat 1 1/3'         | Oktava 4'              | Gedakt 8' (delvis 1919) | III/I  |
| Kvinta 2 2/3'          | Ters 1 4/5'          | Traversflöjt 4'        | Oktava 4'               |        |
| Oktava 2'              | Cymbel 3 chor        | Rörkvinta 2 2/3'       | Nachthorn 2'            |        |
| Cornett 4 chor         | Skalmeja 8'          | Waldflöjt 2' (1824)    | Mixtur 5 chor           |        |
| Mixtur 5 chor          | Tremulant            | Piccolo 1'             | Basun 16' (1919)        |        |
| Cymbel 3 chor          |                      | Sesquialtera 2 chor    | Trumpet 8'              |        |
| Trumpet 8'             |                      | Mixtur 4 chor          | Trumpet 4'              |        |
|                        |                      | Hautbois 8'            |                         |        |
|                        |                      | Tremulant              |                         |        |
|                        |                      | Crescendosvällare      |                         |        |

Tre fria kombinationer samt tutti.
- Det finns även en orgel som är flyttbar för flexibel användning i koret. Den har sex stämmor med manual och pedal och är tillverkad 1968 av Hammarbergs Orgelbyggeri.[5]

| Manual (C-a3)      | Pedal (C-d1) |
| ------------------ | ------------ |
| Gedakt 8' B/D      | Bihängd      |
| Koppelflöjt 4' B/D |              |
| Principal 2' B/D   |              |
| Nasat 1 1/3' B/D   |              |
| Mixtur 2 chor B/D  |              |
| Dulcian 16' D      |              |
| Crescendosvällare  |              |

## Bilder

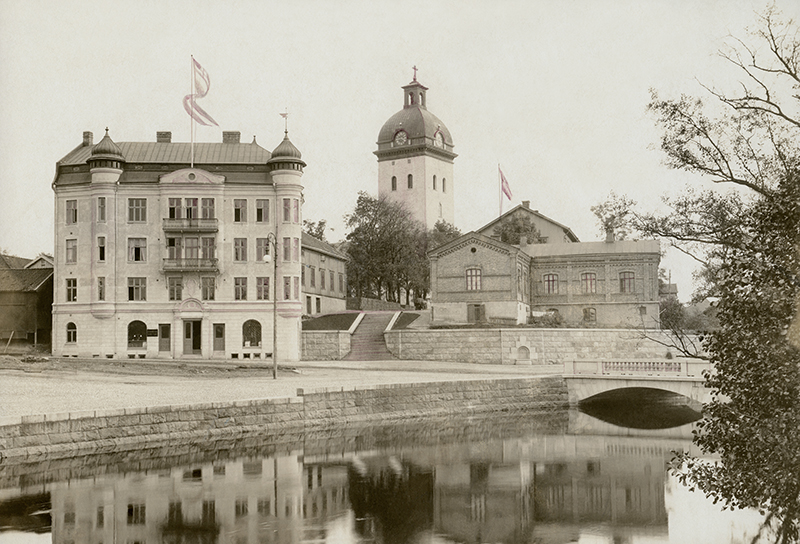
Kyrkan i staden 1903
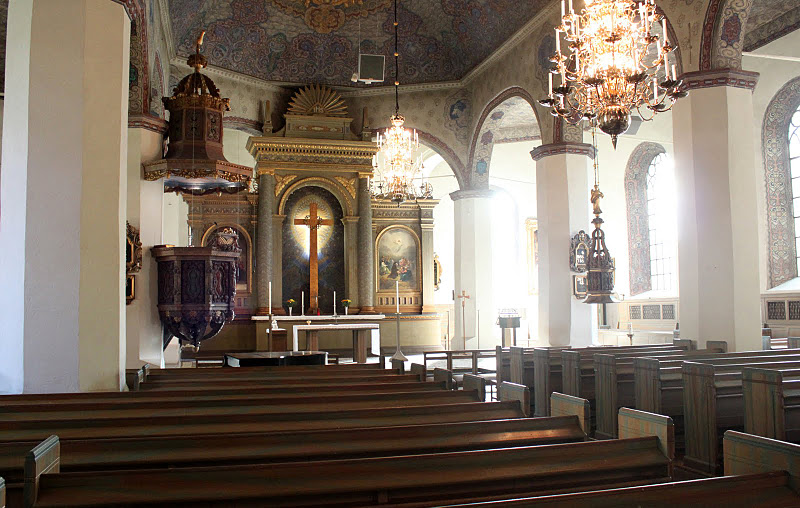
Interiör
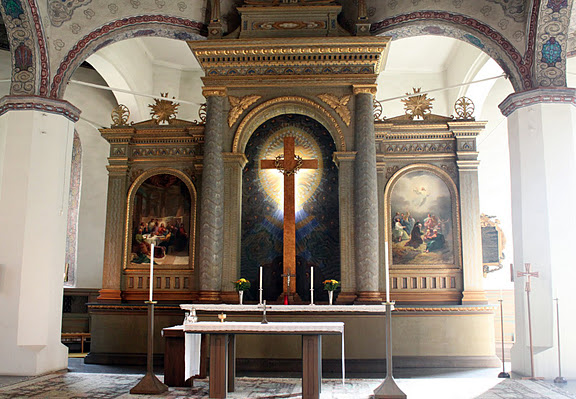
Altaruppsats